# Isla del Spree

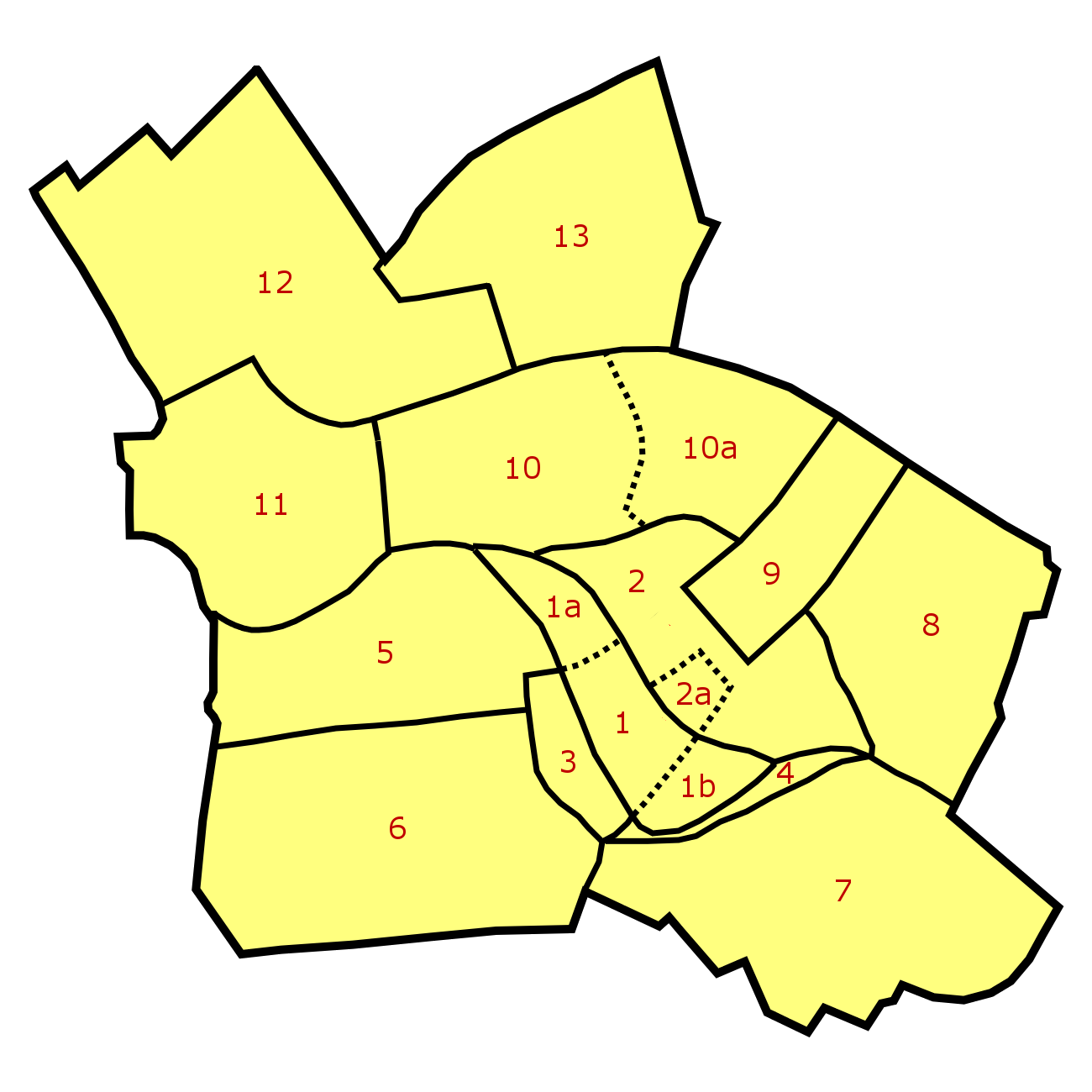
Barrio de Berlin-Mitte:
1 Altkölln (Spreeinsel) con 1a Isla de los Museos, 1b Fischerinsel
2 Alt-Berlin con 2a Nikolaiviertel
3 Friedrichswerder
4 Neukölln am Wasser
5 Dorotheenstadt
6 Friedrichstadt
7 Luisenstadt
8 Stralauer Vorstadt (con Königsstadt)
9 Zona del Alexanderplatz (Königsstadt y Altberlin)
10 Spandauer Vorstadt con 10a Scheunenviertel
11 Friedrich-Wilhelm-Stadt
12 Oranienburger Vorstadt
13 Rosenthaler Vorstadt

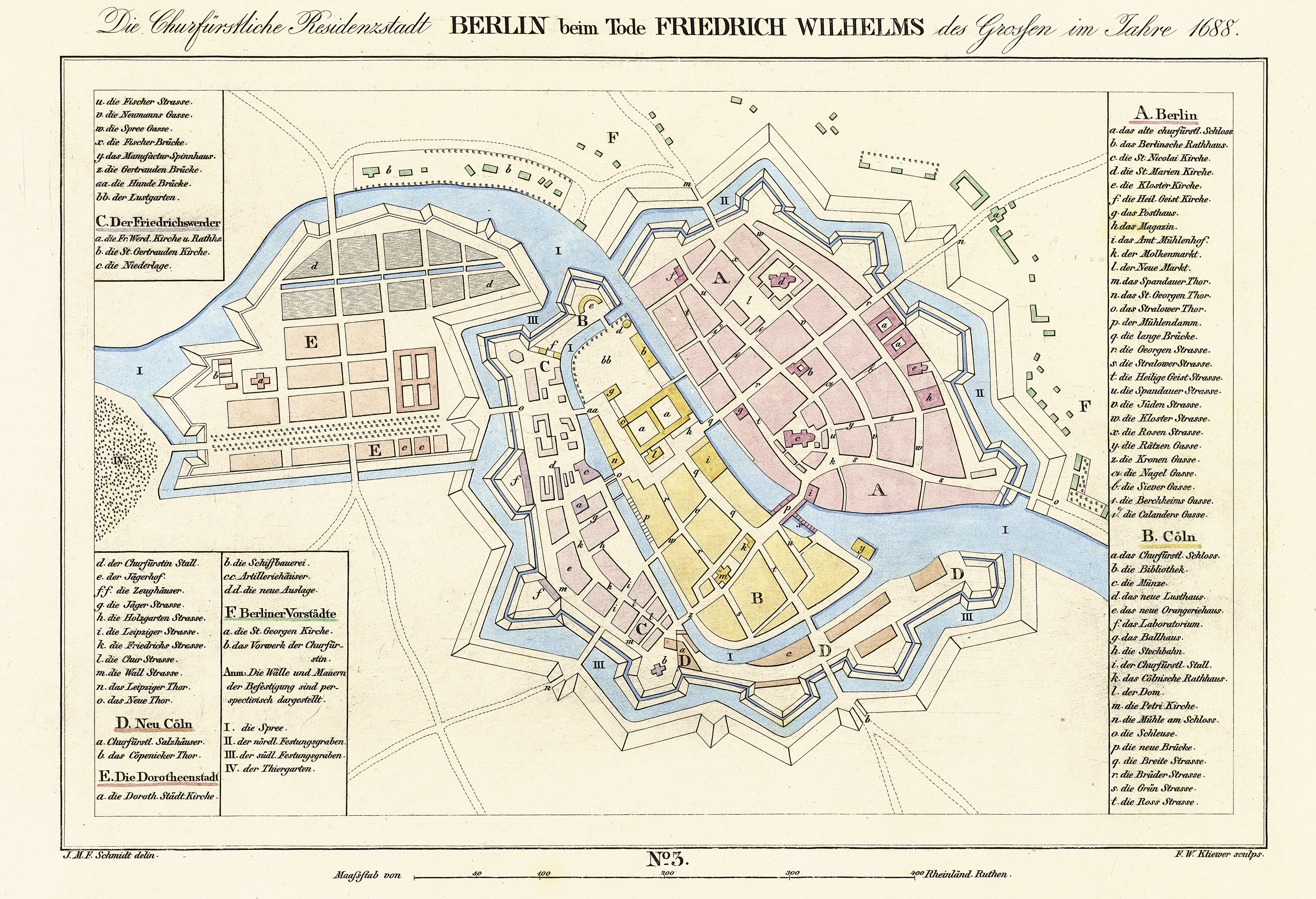
Spreeinsel (en amarillo) en un plano de la ciudad de 1688

La isla del Spree (en alemán Spreeinsel)  es una isla ubicada entre el canal y el río Esprea, en el barrio berlines de Mitte. Se compone de tres sectores.

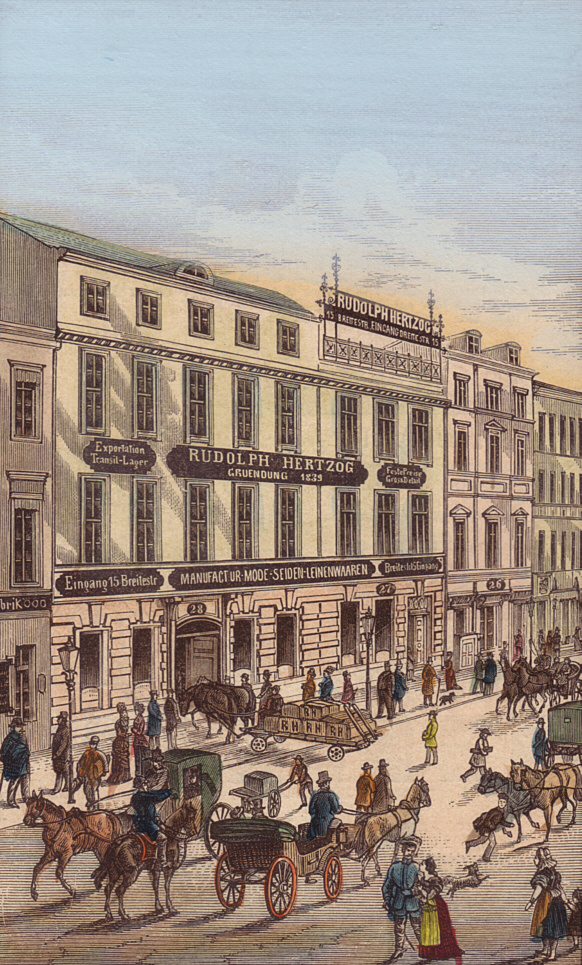
Brüderstraße en el siglo XIX

Los primeros pobladores de la isla del Esprea (situada hoy en el corazón de la ciudad) se asentaron en el siglo XIII. En el centro de la isla se encontraba hasta 1950 el Palacio Real de Berlín, cuya reconstrucción parcial se encuentra en planes. En los tiempos de la RDA estaba allí la  Plaza Marx-Engels y el Palacio de la República. El área sur de la isla se denomina Fischerinsel («Isla de los pescadores») y la parte norte se conoce como Isla de los Museos (Museumsinsel); nombre recibido por reunir cinco prestigiosos museos, los cuales albergan colecciones arqueológicas y de arte, conformando con ello uno de los conjuntos museísticos más importantes del mundo y declarado Patrimonio de la Humanidad por la Unesco.

## Historia
En la Edad Media, la punta septentrional de la isla era todavía un terreno inundable y pantanoso (que más tarde se utilizó para jardines y para el Lustgarten).  En esta época  se levantó primeramente un castillo en el centro de la isla y más tarde de construyó allí el Palacio Real de Berlín. Sirvió como residencia a los príncipes electores del Margraviato de Brandeburgo  y a los reyes de Prusia, los que a contar de 1871 eran al mismo tiempo emperadores alemanes. Tras los serios destrozos sufridos durante la II Guerra Mundial, el palacio fue dinamitado. En su lugar se construyó la Plaza Marx-Engels, la que se desarrolló estableciéndose como fórum central del Estado de la RDA. Aquí se emplazaron instituciones estatales de alto rango: el edificio del Consejo de Estado de la República Democrática Alemana, construido en 1964 en el sur de la isla, el Palacio de la República, inaugurado en 1976 y que fuera sede de la Cámara Popular (Volkskammer) en el este y el Ministerio de Relaciones Exteriores de la RDA en el oeste, el cual finalmente ya no se encontraba en la Spreeinsel. De todos estos edificios solo se conserva hoy el del Consejo de Estado de la RDA. La plaza se llama nuevamente Schloßplatz («Plaza del Palacio»). La estructura de la catedral de Berlín, ubicada cerca del palacio, resistió los graves daños de la II Guerra Mundial. Fue restaurada y hermoseada durante varios años, trabajos que culminaron en 2002.
Solo a partir del siglo XIX comenzaron a emplazarse aquí edificios de distintos museos, razón por la cual hoy se denomina Isla de los Museos. Desde 1999 la Isla de los Museos es Patrimonio Cultural de la Humanidad de la UNESCO. Estos museos son: el Museo de Pérgamo, el Museo Antiguo (Altes Museum), el Museo Nuevo de Berlín (Neues Museum), la Antigua Galería Nacional de Berlín y el Museo Bode.
Hacia el sur de la Spreeinsel se encontraba la ciudad de Cölln, hasta 1709 ciudad hermana del Alt-Berlin, ubicada al norte del Spree. La parte sur de la isla —al sur de la Gertraudenstraße— se conoce hoy como Fischerinsel y se denomina así por el antiguo barrio de pescadores (Fischerkiez) que existía en el borde extremo del sur de la isla. La Fischerinsel es hoy una moderna zona de viviendas con algunos edificios altos y Plattenbau emplazados en áreas verdes o jardines. 
Entre la Fischerinsel y la Plaza del Palacio se conservan —tras la destrucción sufrida durante la guerra— muy pocos monumentos históricos. Algunos de ellos son el Nicolaihaus, que hoy se usa como museo, el Galgenhaus, la Jungfernbrücke, la Neue Marstall, en la cual hoy se encuentran las bodegas de la Berliner Stadtbibliothek, como asimismo la cubierta exterior parcial de lo que en su tiempo fuese la tienda más grande de Berlín: el Rudolph Hertzog.
Tras la reunificación alemana, la isla berlinesa del Spree se convirtió en uno de los casos más controvertidos de la preservación de monumentos en Alemania dado que se sobreponían aquí precisamente las edificaciones más importantes de dos sistemas político-ideológicos de la historia de la división alemana.